# خورموجی
خورموجی، روستایی از توابع بخش مرکزی شهرستان تنگستان در استان بوشهر ایران است.

## جمعیت
این روستا در دهستان باغک قرار دارد و بر اساس سرشماری رسمی ایران در سال ۱۳۹۵ آمار جمعیت آن ۲۰ نفر می‌باشد. بر همین اساس در سال ۱۳۸۵ آمار جمعیت آن زیر سه خانوار بوده‌است.
ارتفاع این روستا از سطح دریا ۴۳ متر است.